# تعليم متعدد الثقافات

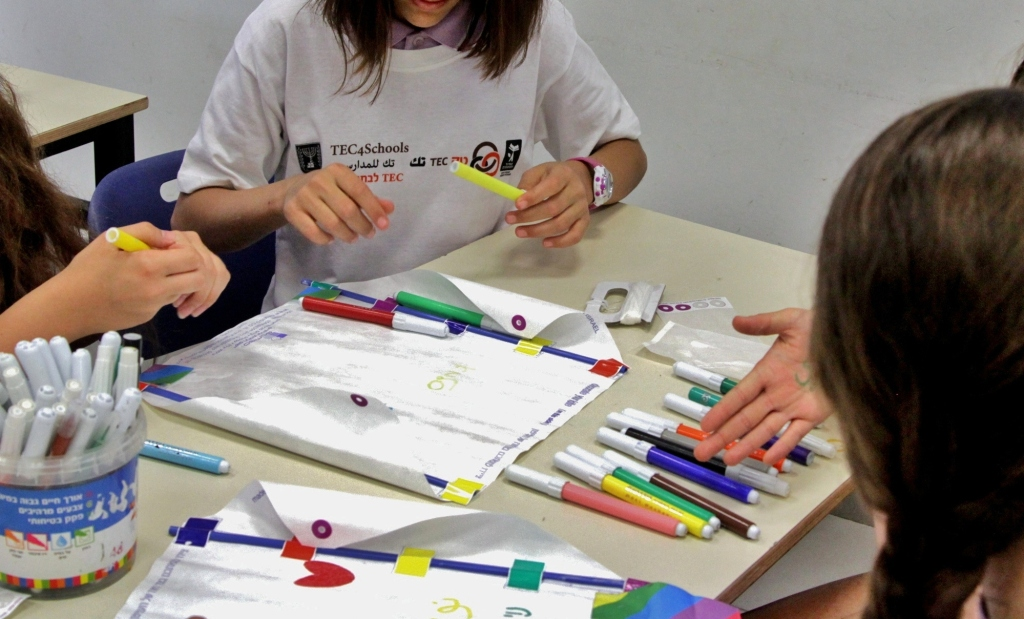

يعتبر التعليم متعدد الثقافات مجموعة من الاستراتيجيات التعليمية التي تم وضعها لتساعد المعلمين في التعامل مع المشاكل التي تقابلهم نتيجة سرعة تغيير التركيبة السكانية لطلابهم. ويعمل هذا النوع من التعليم على إمداد الطلاب بالمعرفة حول تاريخ وثقافات ومساهمات الفئات المختلفة في المجتمع بافتراض أن المجتمع في المستقبل سيكون في شكل تعددي. ويقوم هذا النظام على تجميع الرؤى الثاقبة من مختلف المجالات مثل الدراسات العرقية والنسوية وإعادة صياغته بالاستعانة بالتخصصات الأكاديمية ذات الصلة.
كما أنه يتم النظر لها باعتبارها طريقة من طرق التدريس التي تعمل على ترسيخ قيم الشمول والتنوع والديقراطية واكتساب المهارات والاستقصاء والتفكير النقدي وتقدير وجهات النظر والتأمل الذاتي.
أثبتت هذة الطريقة من التعليم فعاليتها في زيادة الإنجازات التعليمية بين الطلاب المهاجرين ويُعزى هذا التغيير في المدارس لقيام حركات من أجل إعادة الأصلاح.